# Donna Wood
Donna Wood är en  dansk galeas av ek som seglar som charterfartyg.
Fartyget byggdes som fyrskepp  år 1918 på Rasmus Møllers varv i Fåborg och lades ut på position Lappegrund norr om Helsingör året efter. Hon var det tredje fyrskeppet som hade motor och kallades därför Motorfyrskib No. III. Senare lades hon bland annat  ut på position Halskov Rev och låg där till år 1969.
Omkring år 1974 såldes fyrskeppet till Tyskland som husbåt. Det övertogs senare av kompositören Ib Glindemann,  som döpte henne till Donna Wood efter en amerikansk balettdansare i Alvin Aileys balettselskap. Han lät bygga om fartyget på ett varv i Troense, men sålde det innan renoveringen var klar. Den nya ägaren lät förlänga fyrskeppets skrov till 21,5 meter och bygga om henne till en lyxig galeas med nio hytter och plats för 22 passagerare.
Donna Wood är sedan år 2015 baserad i Husavik på Island och seglar charterturer runt om Island och till Grönland.